# Bonanza/Episodenliste
Dies ist die Liste der Episoden von Bonanza. Die Aufstellung bietet einen Überblick über alle Folgen der US-amerikanischen Westernfernsehserie Bonanza, die von 1959 bis 1973 in 14 Staffeln produziert wurde. In der US-Originalausstrahlung hatte die Serie 430 Episoden. In Deutschland sind es 431 Folgen, da man die Folge Forever in Spielfilmlänge zu Beginn der 14. Staffel in zwei Episoden aufteilte. Die Folgen 105 und 327 haben den gleichen Originaltitel The Deserter, wobei Folge 105 nie im deutschen Fernsehen ausgestrahlt wurde und daher auch keinen deutschen Titel hat. Die 13 Folgen, die in Deutschland von der ARD ausgestrahlt wurden, haben teilweise andere deutsche Titel. Die Folge 388 Das Sklavenlager wurde im Juni 1968 für die 10. Staffel gedreht und sollte im September 1968 ausgestrahlt werden. Aus politischen Gründen im Zusammenhang mit der Ermordung von Robert F. Kennedy wurde die Ausstrahlung um drei Jahre, als vorletzte Folge der 12. Staffel, verschoben. Daher ist in dieser Folge der 12. Staffel Candy zu sehen, der zu dieser Zeit nicht mehr Teil der Besetzung war. Er kehrte erst wieder zur 14. Staffel zurück.

## Übersicht
| Staffel | Episodenanzahl | Erstausstrahlung USA | Erstausstrahlung USA | Deutschsprachige Erstausstrahlung | Deutschsprachige Erstausstrahlung |
| Staffel | Episodenanzahl | Staffelpremiere      | Staffelfinale        | Staffelpremiere                   | Staffelfinale                     |
| ------- | -------------- | -------------------- | -------------------- | --------------------------------- | --------------------------------- |
| 1       | 32             | 12. Sep. 1959        | 30. Apr. 1960        | 13. Okt. 1962                     | 06. Mär. 1990                     |
| 2       | 34             | 10. Sep. 1960        | 03. Juni 1961        | 01. Okt. 1967                     | 03. Sep. 1993                     |
| 3       | 34             | 24. Sep. 1961        | 20. Mai 1962         | 21. Dez. 1962                     | 01. Okt. 1993                     |
| 4       | 34             | 23. Sep. 1962        | 26. Mai 1963         | 03. Mär. 1968                     |                                   |
| 5       | 34             | 22. Sep. 1963        | 24. Mai 1964         | 13. Okt. 1967                     | 23. Dez. 1994                     |
| 6       | 34             | 20. Sep. 1964        | 23. Mai 1965         | 05. Mai 1968                      |                                   |
| 7       | 33             | 12. Sep. 1965        | 15. Mai 1966         | 01. Sep. 1968                     |                                   |
| 8       | 34             | 11. Sep. 1966        | 14. Mai 1967         | 22. Sep. 1968                     | 19. Juli 1994                     |
| 9       | 34             | 17. Sep. 1967        | 28. Juli 1968        | 23. Mär. 1969                     | 08. Sep. 1994                     |
| 10      | 30             | 15. Sep. 1968        | 11. Mai 1969         | 22. Juni 1969                     | 04. Apr. 1997                     |
| 11      | 28             | 14. Sep. 1969        | 19. Apr. 1970        | 01. Dez. 1974                     | 24. Apr. 1997                     |
| 12      | 28             | 13. Sep. 1970        | 11. Apr. 1971        | 15. Feb. 1975                     | 24. Feb. 2006                     |
| 13      | 26             | 19. Sep. 1971        | 02. Apr. 1972        | 04. Juni 1976                     | 31. Juli 1997                     |
| 14      | 16             | 12. Sep. 1972        | 16. Jan. 1973        | 28. Nov. 1976                     | 20. Aug. 1997                     |

## Staffel 1
Die Erstausstrahlung der ersten Staffel war vom 12. September 1959 bis zum 30. April 1960 auf dem US-amerikanischen Sender NBC zu sehen.
| Nr. (ges.) | Nr. (St.) | Deutscher Titel                      | Originaltitel                  | Erstausstrahlung USA | Deutschsprachige Erstausstrahlung (D) | Regie           | Drehbuch                                                |
| ---------- | --------- | ------------------------------------ | ------------------------------ | -------------------- | ------------------------------------- | --------------- | ------------------------------------------------------- |
| 1          | 1         | Eine Falle für Little Joe            | A Rose for Lotta               | 12. Sep. 1959        | 13. Okt. 1962                         | Edward Ludwig   | David Dortort                                           |
| 2          | 2         | Tod am Sun Mountain                  | The Sun Mountain Herd          | 19. Sep. 1959        | 21. Nov. 1989                         | Paul Landres    | David Dortort, Gene L. Coon                             |
| 3          | 3         | Die Neuankömmlinge                   | The Newcomers                  | 26. Sep. 1959        | 10. Okt. 1989                         | Christian Nyby  | Thomas Thompson                                         |
| 4          | 4         | Die letzten ihres Stammes            | The Paiute War                 | 3. Okt. 1959         | 31. Okt. 1989                         | Paul Landres    | Gene L. Coon                                            |
| 5          | 5         | Mark Twain und die Cartwrights       | Enter Mark Twain               | 10. Okt. 1959        | 24. Okt. 1989                         | Paul Landres    | Harold Shumate                                          |
| 6          | 6         | Eine Romanze für Little Joe          | The Julia Bulette Story        | 17. Okt. 1959        | 13. Jan. 1974                         | Christian Nyby  | Al C. Ward                                              |
| 7          | 7         | Annie steht ihren Mann               | The Saga of Annie O'Toole      | 24. Okt. 1959        | 16. Dez. 1973                         | Joseph Kane     | Thomas Thompson                                         |
| 8          | 8         | Die Deidesheimer Story               | The Phillip Diedesheimer Story | 31. Okt. 1959        | 21. Apr. 1963                         | Joseph Kane     | Thomas Thompson                                         |
| 9          | 9         | Mr. Henry Comstock                   | Mr. Henry Comstock             | 7. Nov. 1959         | 17. Sep. 1967                         | John Brahm      | David Dortort                                           |
| 10         | 10        | Die göttliche Adah                   | The Magnificent Adah           | 14. Nov. 1959        | 17. Okt. 1989                         | Christian Nyby  | Donald S. Sanford                                       |
| 11         | 11        | Romeo und Julia in Nevada            | The Truckee Strip              | 21. Nov. 1959        | 14. Nov. 1989                         | Christian Nyby  | Herman Groves                                           |
| 12         | 12        | Der Tag wird kommen, Marks           | The Hanging Posse              | 28. Nov. 1959        | 28. Nov. 1989                         | Christian Nyby  | Carey Wilber                                            |
| 13         | 13        | Rache für Billy Morgan               | Vendetta                       | 5. Dez. 1959         | 24. Sep. 1967                         | Joseph Kane     | Robert E. Thompson                                      |
| 14         | 14        | Adam und Sue Ellen                   | The Sisters                    | 12. Dez. 1959        | 5. Dez. 1989                          | Christian Nyby  | Carey Wilber                                            |
| 15         | 15        | Blaue Augen                          | The Last Hunt                  | 19. Dez. 1959        | 2. Jan. 1990                          | Christian Nyby  | Donald S. Sanford                                       |
| 16         | 16        | Das spanische Abenteuer              | El Toro Grande                 | 2. Jan. 1960         | 12. Dez. 1989                         | Christian Nyby  | John Tucker Battle                                      |
| 17         | 17        | Die Ausgestoßenen von Virginia City  | The Outcast                    | 9. Jan. 1960         | 8. Dez. 1962                          | Lewis Allen     | Thomas Thompson                                         |
| 18         | 18        | Bruder gegen Bruder                  | A House Divided                | 16. Jan. 1960        | 9. Jan. 1990                          | Lewis Allen     | Al C. Ward                                              |
| 19         | 19        | Revolverhelden                       | The Gunmen                     | 23. Jan. 1960        | 6. Sep. 1964                          | Christian Nyby  | Carey Wilber                                            |
| 20         | 20        | Virginia City den Amerikanern!       | The Fear Merchants             | 30. Jan. 1960        | 19. Juli 1964                         | Lewis Allen     | Thomas Thompson, Frank Unger                            |
| 21         | 21        | Spanisches Intermezzo                | The Spanish Grant              | 6. Feb. 1960         | 11. Nov. 1973                         | Christian Nyby  | David Dortort, Leonard Heideman                         |
| 22         | 22        | Kein Platz für Schafe                | Blood on the Land              | 13. Feb. 1960        | 21. Juni 1964                         | Felix E. Feist  | Robert E. Thompson                                      |
| 23         | 23        | Durch die Wüste                      | Desert Justice                 | 20. Feb. 1960        | 30. Jan. 1990                         | Lewis Allen     | Donald S. Sanford                                       |
| 24         | 24        | Vergeltung nach 20 Jahren            | The Stranger                   | 27. Feb. 1960        | 27. Okt. 1962                         | Christian Nyby  | Leonard Heideman                                        |
| 25         | 25        | Flucht aus Fort Dayton               | Escape to Ponderosa            | 5. März 1960         | 3. März 1974                          | Charles F. Haas | Robert E. Thompson, Bill Barrett, Malcolm Stuart Boylan |
| 26         | 26        | Zum Tode verurteilt                  | The Avenger                    | 19. März 1960        | 7. Nov. 1989                          | Christian Nyby  | Clair Huffaker                                          |
| 27         | 27        | Seine letzte Trophäe                 | The Last Trophy                | 26. März 1960        | 6. Feb. 1990                          | Lewis Allen     | Bill S. Ballinger                                       |
| 28         | 28        | Die geheimnisvolle Hafenbar          | San Francisco                  | 2. Apr. 1960         | 24. Feb. 1974                         | Arthur Lubin    | Thomas Thompson                                         |
| 29         | 29        | Wasser für Ponderosa                 | Bitter Water                   | 9. Apr. 1960         | 3. Sep. 1967                          | George Blair    | Harold Jack Bloom                                       |
| 30         | 30        | Der Apfel fällt nicht weit vom Stamm | Feet of Clay                   | 16. Apr. 1960        | 20. Feb. 1990                         | Arthur Lubin    | John Furia                                              |
| 31         | 31        | Der schwarze Stern                   | Dark Star                      | 23. Apr. 1960        | 27. Feb. 1990                         | Lewis Allen     | Anthony Lawrence                                        |
| 32         | 32        | Hinrichtung im Morgengrauen          | Death at Dawn                  | 30. Apr. 1960        | 6. März 1990                          | Charles F. Haas | Laurence E. Mascott                                     |

## Staffel 2
Die Erstausstrahlung der zweiten Staffel war vom 10. September 1960 bis zum 3. Juni 1961 auf dem US-amerikanischen Sender NBC zu sehen.
| Nr. (ges.) | Nr. (St.) | Deutscher Titel                   | Originaltitel           | Erstausstrahlung USA | Deutschsprachige Erstausstrahlung (D) | Regie              | Drehbuch                                       |
| ---------- | --------- | --------------------------------- | ----------------------- | -------------------- | ------------------------------------- | ------------------ | ---------------------------------------------- |
| 33         | 1         | Gefährliche Freundschaft          | Showdown                | 10. Sep. 1960        | 13. März 1990                         | Lewis Allen        | Dean Riesner                                   |
| 34         | 2         | Der Auftrag                       | The Mission             | 17. Sep. 1960        | 1. Okt. 1967                          | James Neilson      | Robert E. Thompson                             |
| 35         | 3         | Der ehrenwerte Marshall           | Badge Without Honor     | 24. Sep. 1960        | 3. Apr. 1990                          | Arthur Lubin       | John Twist                                     |
| 36         | 4         | Der Knecht                        | The Mill                | 1. Okt. 1960         | 20. März 1990                         | John Rich          | Halsted Welles                                 |
| 37         | 5         | Land für Daviens Leute            | The Hopefuls            | 8. Okt. 1960         | 11. Feb. 1968                         | James Neilson      | E. Jack Neuman                                 |
| 38         | 6         | Mr. Denver McKee                  | Denver McKee            | 15. Okt. 1960        | 17. Dez. 1967                         | Jacques Tourneur   | Fred Freiberger, Steve McNeil                  |
| 39         | 7         | Der Tag der Lanze                 | Day of Reckoning        | 22. Okt. 1960        | 27. März 1990                         | Richard Bartlett   | R. Harner Norris, Leonard Heideman             |
| 40         | 8         | Die Entführung von Jennifer Beale | The Abduction           | 29. Okt. 1960        | 4. Feb. 1968                          | Charles F. Haas    | Herman Groves                                  |
| 41         | 9         | Die Wolfsjagd                     | Breed of Violence       | 5. Nov. 1960         | 15. Sep. 1974                         | John Florea        | David Lang                                     |
| 42         | 10        | Die Wikinger                      | The Last Viking         | 12. Nov. 1960        | 5. Juni 1990                          | John Florea        | Anthony Lawrence                               |
| 43         | 11        | Sperrzone für Viehtreiber         | The Trail Gang          | 29. Nov. 1960        | 17. Apr. 1990                         | John Rich          | Carey Wilber                                   |
| 44         | 12        | Die Frau des Weißen Büffels       | The Savage              | 3. Dez. 1960         | 10. Apr. 1990                         | James Neilson      | Joseph Stone, Paul King                        |
| 45         | 13        | Zeichen in der Stille             | Silent Thunder          | 10. Dez. 1960        | 1. Mai 1990                           | Robert Altman      | John Furia                                     |
| 46         | 14        | Der Riesenaffe                    | The Ape                 | 17. Dez. 1960        | 8. Mai 1990                           | James P. Yarbrough | Gene L. Coon                                   |
| 47         | 15        | Verzweifelte Rache                | The Blood Line          | 31. Dez. 1960        | 15. Mai 1990                          | Lewis Allen        | William Raynor, Myles Wilder                   |
| 48         | 16        | Leichtes Spiel mit Hoss           | The Courtship           | 7. Jan. 1961         | 22. Mai 1990                          | James P. Yarbrough | Richard Neil Morgan                            |
| 49         | 17        | Der Widerspenstigen Zähmung       | The Spitfire            | 14. Jan. 1961        | 12. Juni 1990                         | William D. Faralla | Ward Hawkins                                   |
| 50         | 18        | Die neue Mrs. Cartwright          | The Bride               | 21. Jan. 1961        | 29. Mai 1990                          | Alvin Ganzer       | Richard Newman                                 |
| 51         | 19        | Der Banküberfall                  | Bank Run                | 28. Jan. 1961        | 19. Juni 1990                         | Robert Altman      | N. B. Stone Jr.                                |
| 52         | 20        | Tod in Mexiko                     | The Fugitive            | 4. Feb. 1961         | 26. Juni 1990                         | Lewis Allen        | Richard Landau                                 |
| 53         | 21        | Als Mr. Twilight starb            | Vengeance               | 11. Feb. 1961        | 28. Jan. 1968                         | Dick Moder         | Marion Parsonnet                               |
| 54         | 22        | Der übereifrige Steuereintreiber  | The Tax Collector       | 18. Feb. 1961        | 3. Juli 1990                          | William Witney     | Arnold Belgard                                 |
| 55         | 23        | Böse Nachbarn                     | The Rescue              | 25. Feb. 1961        | 10. Juli 1990                         | William D. Faralla | Steve McNeil                                   |
| 56         | 24        | Das Tor zum Bösen                 | The Dark Gate           | 4. März 1961         | 30. Aug. 1993                         | Robert Gordon      | Ward Hawkins                                   |
| 57         | 25        | Entscheidung im Ring              | The Duke                | 11. März 1961        | 17. Juli 1990                         | Robert Altman      | Theodore Ferro, Mathilde Ferro, William R. Cox |
| 58         | 26        | Der Auftrag des Mr. Trask         | Cutthroat Junction      | 18. März 1961        | 5. Nov. 1967                          | Dick Moder         | Nat Tanchuck                                   |
| 59         | 27        | Das Geschenk                      | The Gift                | 1. Apr. 1961         | 15. Okt. 1967                         | William Witney     | Denne Bart Petitclerc, Thomas Thompson         |
| 60         | 28        | Hängt Jim Applegate!              | The Rival               | 15. Apr. 1961        | 3. Sep. 1993                          | Robert Altman      | Anthony Lawrence                               |
| 61         | 29        | Die Höllenmaschine                | The Infernal Machine    | 22. Apr. 1961        | 14. Aug. 1990                         | William Witney     | Ward Hawkins                                   |
| 62         | 30        | Ein raffinierter Schwindel        | The Thunderhead Swindle | 29. Apr. 1961        | 8. Okt. 1967                          | Dick Moder         | Gene L. Coon                                   |
| 63         | 31        | Wer tötete Mary Parson?           | The Secret              | 6. Mai 1961          | 9. Juni 1974                          | Robert Altman      | John Hawkins                                   |
| 64         | 32        | Der Mann, der fliegen wollte      | The Dream Riders        | 20. Mai 1961         | 29. Okt. 1967                         | Robert Altman      | James Van Wagoner, Jack McClain                |
| 65         | 33        | Bens erste Frau                   | Elizabeth, My Love      | 27. Mai 1961         | 25. Feb. 1968                         | Lewis Allen        | Anthony Lawrence                               |
| 66         | 34        | Seemannsgarn                      | Sam Hill                | 3. Juni 1961         | 24. Juli 1990                         | Robert Altman      | David Dortort                                  |

## Staffel 3
Die Erstausstrahlung der dritten Staffel war vom 24. September 1961 bis zum 20. Mai 1962 auf dem US-amerikanischen Sender NBC zu sehen.
| Nr. (ges.) | Nr. (St.) | Deutscher Titel                        | Originaltitel                   | Erstausstrahlung USA | Deutschsprachige Erstausstrahlung (D) | Regie                  | Drehbuch                        |
| ---------- | --------- | -------------------------------------- | ------------------------------- | -------------------- | ------------------------------------- | ---------------------- | ------------------------------- |
| 67         | 1         | Der Mann mit dem Lächeln               | The Smiler                      | 24. Sep. 1961        | 11. Sep. 1990                         | Thomas Carr            | Lewis Reed                      |
| 68         | 2         | Frühlingserwachen                      | Springtime                      | 1. Okt. 1961         | 19. Mai 1963                          | Christian Nyby         | John Furia                      |
| 69         | 3         | Häuptling Cochise und die Cartwrights  | The Honor of Cochise            | 8. Okt. 1961         | 19. Nov. 1967                         | Don McDougall          | Elliott Arnold                  |
| 70         | 4         | Ballade vom edlen Räuber               | The Lonely House                | 15. Okt. 1961        | 3. Feb. 1974                          | William Witney         | Frank Chase                     |
| 71         | 5         | Der Smaragd                            | The Burma Rarity                | 21. Okt. 1961        | 21. Dez. 1962                         | William Witney         | N.B. Stone, Jr.                 |
| 72         | 6         | Keine Chance für Payson                | Broken Ballad                   | 29. Okt. 1961        | 7. Aug. 1990                          | Robert Butler          | John T. Kelly                   |
| 73         | 7         | Die vielen Gesichter des Gideon Flinch | The Many Faces of Gideon Flinch | 5. Nov. 1961         | 12. Apr. 1964                         | Robert Altman          | Robert Vincent Wright           |
| 74         | 8         | Little Joe und der Sträfling           | The Friendship                  | 12. Nov. 1961        | 11. Apr. 1965                         | Don McDougall          | Frank Chase                     |
| 75         | 9         | Besuch der Gräfin Chadwick             | The Countess                    | 19. Nov. 1961        | 18. Sep. 1990                         | Robert Sparr           | William R. Cox                  |
| 76         | 10        | Eine Chance für Johnny                 | The Horse Breaker               | 26. Nov. 1961        | 31. März 1974                         | Don McDougall          | Frank Chase                     |
| 77         | 11        | Die erlauchten Herren Cartwright       | Day of the Dragon               | 3. Dez. 1961         | 31. Juli 1990                         | Don McDougall          | John T. Dugan                   |
| 78         | 12        | Das Schicksal wartet                   | The Frenchman                   | 10. Dez. 1961        | 1. Okt. 1993                          | Christian Nyby         | Norman Lessing                  |
| 79         | 13        | Little Joe wird Sheriff                | The Tin Badge                   | 17. Dez. 1961        | 10. Dez. 1967                         | Lewis Allen            | Don Ingalls                     |
| 80         | 14        | Die blinde Gabrielle                   | Gabrielle                       | 24. Dez. 1961        | 2. Okt. 1990                          | Thomas Carr            | Anthony Lawrence                |
| 81         | 15        | Eindringlinge auf der Ponderosa        | Land Grab                       | 31. Dez. 1961        | 6. Nov. 1990                          | David Orrick McDearmon | Ward Hawkins                    |
| 82         | 16        | Sehnsucht nach der weiten Welt         | The Tall Stranger               | 7. Jan. 1962         | 13. Nov. 1990                         | Don McDougall          | Ward Hawkins                    |
| 83         | 17        | Heimliche Verlobung                    | The Lady from Baltimore         | 14. Jan. 1962        | 9. Okt. 1990                          | John Peyser            | Elliott Arnold                  |
| 84         | 18        | Der lange Ritt                         | The Ride                        | 21. Jan. 1962        | 31. Mai 1964                          | Don McDougall          | Ward Hawkins                    |
| 85         | 19        | Lauras letzter Frühling                | The Storm                       | 28. Jan. 1962        | 21. Okt. 1990                         | Lewis Allen            | Denne Bart Petitclerc           |
| 86         | 20        | Eine Mutter aus Irland                 | The Auld Sod                    | 4. Feb. 1962         | 16. Okt. 1990                         | William Witney         | Charles Lang                    |
| 87         | 21        | Kampf ums Wasser                       | Gift of Water                   | 11. Feb. 1962        | 30. Okt. 1990                         | Jesse Hibbs            | Borden Chase                    |
| 88         | 22        | Ein Taschenmesser für Jody             | The Jackknife                   | 18. Feb. 1962        | 20. Nov. 1990                         | William Witney         | Frank Chase                     |
| 89         | 23        | Rache um jeden Preis                   | The Guilty                      | 25. Feb. 1962        | 21. Okt. 1973                         | Lewis Allen            | Clifford Irving                 |
| 90         | 24        | Die Werbung um Abigail Jones           | The Wooing of Abigail Jones     | 4. März 1962         | 22. Okt. 1967                         | Christian Nyby         | Norman Lessing                  |
| 91         | 25        | Ein Sheriff auf Zeit                   | The Lawmaker                    | 11. März 1962        | 18. Feb. 1968                         | Christian Nyby         | Dick Nelson                     |
| 92         | 26        | Kleine Leute - große Leute             | Look to the Stars               | 18. März 1962        | 3. Dez. 1967                          | Don McDougall          | Robert M. Fresco, Paul Rink     |
| 93         | 27        | Überfall in Alkali                     | The Gamble                      | 1. Apr. 1962         | 26. Nov. 1967                         | William Witney         | Michael Landon, Frank Chase     |
| 94         | 28        | Adam geht durch die Hölle              | The Crucible                    | 8. Apr. 1962         | 27. Nov. 1990                         | Paul Nickell           | John T. Dugan                   |
| 95         | 29        | Bens große Liebe                       | Inger, My Love                  | 15. Apr. 1962        | 30. Dez. 1973                         | Lewis Allen            | David Dortort, Frank Cleaver    |
| 96         | 30        | Ben der Friedensstifter                | Blessed Are They                | 22. Apr. 1962        | 4. Dez. 1990                          | Don McDougall          | Borden Chase, Frank Cleaver     |
| 97         | 31        | Mitgift für Miss Dubois                | The Dowry                       | 29. Apr. 1962        | 9. Dez. 1973                          | Christian Nyby         | Robert Vincent Wright           |
| 98         | 32        | Die lange Nacht                        | The Long Night                  | 6. Mai 1962          | 10. Feb. 1974                         | William Witney         | E. M. Parsons, George Stackalee |
| 99         | 33        | Das Mädchen aus den Bergen             | The Mountain Girl               | 13. Mai 1962         | 2. Dez. 1973                          | Don McDougall          | John Furia                      |
| 100        | 34        | Der Wunderheiler                       | The Miracle Maker               | 20. Mai 1962         | 18. Dez. 1990                         | Don McDougall          | Preston Wood, Frank Cleaver     |

## Staffel 4
Die Erstausstrahlung der vierten Staffel war vom 23. September 1962 bis zum 26. Mai 1963 auf dem US-amerikanischen Sender NBC zu sehen.
| Nr. (ges.) | Nr. (St.) | Deutscher Titel                   | Originaltitel              | Erstausstrahlung USA | Deutschsprachige Erstausstrahlung (D) | Regie               | Drehbuch                                           |
| ---------- | --------- | --------------------------------- | -------------------------- | -------------------- | ------------------------------------- | ------------------- | -------------------------------------------------- |
| 101        | 1         | Der Erstgeborene                  | The First Born             | 23. Sep. 1962        | 17. März 1968                         | Don McDougall       | George W. George, Judy George                      |
| 102        | 2         | Little Joe muß sich bewähren      | The Quest                  | 30. Sep. 1962        | 10. März 1968                         | Christian Nyby      | Thomas Thompson, John Joseph                       |
| 103        | 3         | Ben und der blinde Maler          | The Artist                 | 7. Okt. 1962         | 25. Nov. 1973                         | Don McDougall       | Frank Chase                                        |
| 104        | 4         | Unter falschem Verdacht           | A Hot Day for a Hanging    | 14. Okt. 1962        | 12. Nov. 1993                         | William F. Claxton  | Elliott Arnold, Preston Wood                       |
| 105        | 5         | –                                 | The Deserter               | 21. Okt. 1962        | –                                     | William Witney      | Norman Lessing                                     |
| 106        | 6         | Die einsame Station               | The Way Station            | 28. Okt. 1962        | 20. Jan. 1974                         | Lewis Allen         | Frank Cleaver                                      |
| 107        | 7         | Etwas mehr als Politik            | The War Comes to Washoe    | 11. Nov. 1962        | 28. Apr. 1968                         | Don McDougall       | Alvin Sapinsley                                    |
| 108        | 8         | Eine kleine Gefälligkeit          | Knight Errant              | 18. Nov. 1962        | 7. Apr. 1968                          | William F. Claxton  | Joseph Hoffman                                     |
| 109        | 9         | Der weiße Indianer                | The Beginning              | 25. Nov. 1962        | 17. März 1974                         | Christian Nyby      | Preston Wood                                       |
| 110        | 10        | –                                 | The Deadly Ones            | 2. Dez. 1962         | –                                     | William Witney      | Denne Bart Petitclerc                              |
| 111        | 11        | Gallaghers Söhne                  | Gallagher's Sons           | 9. Dez. 1962         | 28. Okt. 1973                         | Christian Nyby      | Dick Nelson                                        |
| 112        | 12        | Der einzige Arzt                  | The Decision               | 16. Dez. 1962        | 22. Jan. 1991                         | William F. Claxton  | Frank Chase, Norman Jacobs                         |
| 113        | 13        | Der gute Samariter                | The Good Samaritan         | 23. Dez. 1962        | 15. Jan. 1991                         | Don McDougall       | Robert Bloomfield                                  |
| 114        | 14        | Ist Jamie Wrenn schuldig?         | The Jury                   | 30. Dez. 1962        | 24. März 1968                         | Christian Nyby      | Robert Vincent Wright                              |
| 115        | 15        | Mein Freund Colonel Medford       | The Colonel                | 6. Jan. 1963         | 6. Jan. 1974                          | Lewis Allen         | Preston Wood                                       |
| 116        | 16        | Das Böse im Menschen              | Song in the Dark           | 13. Jan. 1963        | 29. Jan. 1991                         | Don McDougall       | Judy George, George W. George                      |
| 117        | 17        | Recht und Unrecht                 | Elegy for a Hangman        | 20. Jan. 1963        | 5. Feb. 1991                          | Hollingsworth Morse | Shirl Hendryx, E. M. Parsons                       |
| 118        | 18        | Ist Leyton schuldig?              | Half a Rogue               | 27. Jan. 1963        | 3. März 1968                          | Don McDougall       | Arnold Belgard                                     |
| 119        | 19        | Tod beim Barbier                  | The Last Haircut           | 3. Feb. 1963         | 29. Nov. 1993                         | William F. Claxton  | Charles Lang                                       |
| 120        | 20        | Meine liebe Mary                  | Marie, My Love             | 10. Feb. 1963        | 8. Mai 1977                           | Lewis Allen         | Anthony Lawrence, Anne Howard Bailey               |
| 121        | 21        | Little Joe setzt auf Sieg         | The Hayburner              | 17. Feb. 1963        | 27. Aug. 1967                         | William F. Claxton  | Alex Sharp                                         |
| 122        | 22        | Little Joe verliebt sich          | The Actress                | 24. Feb. 1963        | 14. Apr. 1968                         | Christian Nyby      | Norman Lessing                                     |
| 123        | 23        | Der Weg nach Placerville          | A Stranger Passed This Way | 3. März 1963         | 18. Nov. 1973                         | Lewis Allen         | William L. Stuart                                  |
| 124        | 24        | Am Sabbat sollst du ruhen         | The Way of Aaron           | 10. März 1963        | 8. Jan. 1991                          | Murray Golden       | Raphael David Blau                                 |
| 125        | 25        | Eine herzlose Frau                | A Woman Lost               | 17. März 1963        | 10. Dez. 1993                         | Don McDougall       | Frank Chase                                        |
| 126        | 26        | Auf Walter ist Verlaß             | Any Friend of Walter's     | 24. März 1963        | 17. Jan. 1965                         | John Florea         | Lois Hire                                          |
| 127        | 27        | Die Barnes-Brüder                 | Mirror of a Man            | 31. März 1963        | 26. Feb. 1991                         | Lewis Allen         | A. I. Bezzerides                                   |
| 128        | 28        | Adam Cartwright und sein Problem  | My Brother's Keeper        | 7. Apr. 1963         | 21. Apr. 1968                         | Murray Golden       | Seeleg Lester                                      |
| 129        | 29        | Tod in der Wüste                  | Five into the Wind         | 21. Apr. 1963        | 19. Feb. 1991                         | William F. Claxton  | Meyer Dolinsky                                     |
| 130        | 30        | Nur ein kleiner Mann              | The Saga of Whizzer McGee  | 28. Apr. 1963        | 21. Apr. 1974                         | Don McDougall       | Robert L. Welch                                    |
| 131        | 31        | Eine Faust voll Donner            | Thunder Man                | 5. Mai 1963          | 5. März 1991                          | Lewis Allen         | Lewis Reed                                         |
| 132        | 32        | Reicher Mann, armer Mann          | Rich Man, Poor Man         | 12. Mai 1963         | 14. Okt. 1973                         | John Florea         | Richard P. McDonagh, Barbara Merlin, Milton Merlin |
| 133        | 33        | Boss Slaydon                      | The Boss                   | 19. Mai 1963         | 10. Sep. 1967                         | Arthur H. Nadel     | Leo Gordon, Paul Leslie Peil                       |
| 134        | 34        | Hoss Cartwright und die Italiener | Little Man… Ten Feet Tall  | 26. Mai 1963         | 31. März 1968                         | Lewis Allen         | Eric Norden, Frank Arno                            |

## Staffel 5
Die Erstausstrahlung der fünften Staffel war vom 22. September 1963 bis zum 24. Mai 1964 auf dem US-amerikanischen Sender NBC zu sehen.
| Nr. (ges.) | Nr. (St.) | Deutscher Titel                      | Originaltitel                      | Erstausstrahlung USA | Deutschsprachige Erstausstrahlung (D) | Regie               | Drehbuch                                   |
| ---------- | --------- | ------------------------------------ | ---------------------------------- | -------------------- | ------------------------------------- | ------------------- | ------------------------------------------ |
| 135        | 1         | Eine Frau mit Vergangenheit          | She Walks in Beauty                | 22. Sep. 1963        | 1. Feb. 1994                          | Don McDougall       | William L. Stuart                          |
| 136        | 2         | Charles Dickens in Virginia City     | A Passion for Justice              | 29. Sep. 1963        | 2. Feb. 1994                          | Murray Golden       | Peter Packer                               |
| 137        | 3         | Der Regenmacher                      | Rain from Heaven                   | 6. Okt. 1963         | 23. Dez. 1994                         | Lewis Allen         | Robert Vincent Wright                      |
| 138        | 4         | Stadt im Zwielicht                   | Twilight Town                      | 13. Okt. 1963        | 28. Apr. 1974                         | John Florea         | Cy Chermak                                 |
| 139        | 5         | Der Indianerfreund                   | The Toy Soldier                    | 20. Okt. 1963        | 4. Feb. 1994                          | Tay Garnett         | Warren Douglas                             |
| 140        | 6         | Hoss und die Nonnen                  | A Question of Strength             | 27. Okt. 1963        | 5. Mai 1974                           | Don McDougall       | Frank Cleaver                              |
| 141        | 7         | Das Mädchen Cal und Little Joe       | Calamity Over the Comstock         | 3. Nov. 1963         | 28. Juli 1968                         | Charles R. Rondeau  | Warren Douglas                             |
| 142        | 8         | Als Hoss geboren wurde               | Journey Remembered                 | 10. Nov. 1963        | 21. Jan. 1968                         | Irving J. Moore     | Anthony Lawrence                           |
| 143        | 9         | Die Erlösung                         | The Quality of Mercy               | 17. Nov. 1963        | 11. Jan. 1994                         | Joseph H. Lewis     | Peter Packer                               |
| 144        | 10        | Wenn ich bis 100 zähle               | The Waiting Game                   | 8. Dez. 1963         | 6. Jan. 1994                          | Richard C. Sarafian | Ed Adamson                                 |
| 145        | 11        | Das Vermächtnis                      | The Legacy                         | 15. Dez. 1963        | 7. Jan. 1968                          | Bernard McEveety    | Anthony Wilson                             |
| 146        | 12        | Hoss und die grünen Männchen         | Hoss and the Leprechauns           | 22. Dez. 1963        | 30. Juni 1968                         | John Florea         | Robert V. Barron                           |
| 147        | 13        | Ist Ben Cartwright schuldig?         | The Prime of Life                  | 29. Dez. 1963        | 7. Juli 1968                          | Christian Nyby      | Peter Packer                               |
| 148        | 14        | Lila Conrad und der Richter          | The Lila Conrad Story              | 5. Jan. 1964         | 17. Jan. 1994                         | Tay Garnett         | Preston Wood, George Waggner               |
| 149        | 15        | Das kam den Cartwrights spanisch vor | Ponderosa Matador                  | 12. Jan. 1964        | 31. Dez. 1967                         | Don McDougall       | Alex Sharp                                 |
| 150        | 16        | Mein Sohn ist kein Mörder            | My Son, My Son                     | 19. Jan. 1964        | 18. Jan. 1994                         | William Upton       | Denne Bart Petitclerc                      |
| 151        | 17        | Joe und sein Doppelgänger            | Alias Joe Cartwright               | 26. Jan. 1964        | 24. Juli 1977                         | Lewis Allen         | Robert Vincent Wright                      |
| 152        | 18        | Ein Gentleman aus New Orleans        | The Gentleman from New Orleans     | 2. Feb. 1964         | 21. Juli 1968                         | Don McDougall       | William Bruckner                           |
| 153        | 19        | Ein böses Spiel                      | The Cheating Game                  | 9. Feb. 1964         | 10. März 1974                         | Joseph Sargent      | William L. Stuart                          |
| 154        | 20        | Spiel mit dem Gewissen               | Bullet for a Bride                 | 16. Feb. 1964        | 21. Jan. 1994                         | Tay Garnett         | Tom Seller                                 |
| 155        | 21        | Der König der Berge                  | King of the Mountain               | 23. Feb. 1964        | 28. Jan. 1994                         | Don McDougall       | Robert Sabaroff                            |
| 156        | 22        | Der Zauber der Liebe                 | Love Me Not                        | 1. März 1964         | 31. Jan. 1994                         | Tay Garnett         | Frank Unger                                |
| 157        | 23        | Hoss und die Frühjahrsmüdigkeit      | The Pure Truth                     | 8. März 1964         | 13. Okt. 1968                         | Don McDougall       | Lois Hire                                  |
| 158        | 24        | Sheriff Coffees große Stunde         | No Less a Man                      | 15. März 1964        | 16. Juni 1968                         | Don McDougall       | Jerry Adelman                              |
| 159        | 25        | William Cartwright                   | Return to Honor                    | 22. März 1964        | 23. Juni 1968                         | Don McDougall       | Jack Turley                                |
| 160        | 26        | Das Stimmwunder                      | The Saga of Muley Jones            | 29. März 1964        | 10. Nov. 1968                         | John Florea         | Robert V. Barron                           |
| 161        | 27        | Überfall auf die Ponderosa           | The Roper                          | 5. Apr. 1964         | 14. Juli 1968                         | John Florea         | Peter Packer                               |
| 162        | 28        | Chinesisches Feuerwerk               | A Pink Cloud Comes from Old Cathay | 12. Apr. 1964        | 14. Feb. 1994                         | Don McDougall       | Lewis Clay                                 |
| 163        | 29        | Die Companeros                       | The Companeros                     | 19. Apr. 1964        | 17. Nov. 1968                         | William F. Claxton  | John Hawkins, Ken Pettus                   |
| 164        | 30        | Die Thomas Bowers Story              | Enter Thomas Bowers                | 26. Apr. 1964        | 14. Jan. 1968                         | Murray Golden       | Murray Golden, Leon Benson, Jessica Benson |
| 165        | 31        | Eine verlorene Seele                 | The Dark Past                      | 3. Mai 1964          | 17. Feb. 1994                         | Murray Golden       | William Bruckner                           |
| 166        | 32        | Amors Abgesandte                     | The Pressure Game                  | 10. Mai 1964         | 15. Feb. 1994                         | Tay Garnett         | Don Tait                                   |
| 167        | 33        | Adam baut ein Haus                   | Triangle                           | 17. Mai 1964         | 24. Nov. 1968                         | Tay Garnett         | Frank Cleaver                              |
| 168        | 34        | Walter und die Banditen              | Walter and the Outlaws             | 24. Mai 1964         | 29. Dez. 1968                         | Ralph E. Black      | Lois Hire                                  |

## Staffel 6
Die Erstausstrahlung der sechsten Staffel war vom 20. September 1964 bis zum 23. Mai 1965 auf dem US-amerikanischen Sender NBC zu sehen.
| Nr. (ges.) | Nr. (St.) | Deutscher Titel                   | Originaltitel                 | Erstausstrahlung USA | Deutschsprachige Erstausstrahlung (D) | Regie              | Drehbuch                        |
| ---------- | --------- | --------------------------------- | ----------------------------- | -------------------- | ------------------------------------- | ------------------ | ------------------------------- |
| 169        | 1         | Zieh schneller, Johnny            | Invention of a Gunfighter     | 20. Sep. 1964        | 19. Mai 1968                          | John Florea        | Daniel B. Ullman                |
| 170        | 2         | 100.000 Dollar Lösegeld           | The Hostage                   | 27. Sep. 1964        | 18. Aug. 1968                         | Don McDougall      | Don Mullavy                     |
| 171        | 3         | Ein Ehemann auf der Flucht        | The Wild One                  | 4. Okt. 1964         | 19. März 1991                         | William Witney     | Jo Pagano                       |
| 172        | 4         | Der Lebensretter                  | Thanks for Everything, Friend | 11. Okt. 1964        | 7. Juli 1974                          | Christian Nyby     | Jerry Adelman                   |
| 173        | 5         | Verfluchtes Gold                  | Logan's Treasure              | 18. Okt. 1964        | 23. Juni 1974                         | Don McDougall      | Robert Sabaroff, Ken Pettus     |
| 174        | 6         | Waldo, der Tolpatsch              | The Scapegoat                 | 25. Okt. 1964        | 12. Mai 1974                          | Christian Nyby     | Rod Peterson                    |
| 175        | 7         | Ein zweifelhafter Ruhm            | A Dime's Worth of Glory       | 1. Nov. 1964         | 19. Mai 1974                          | William F. Claxton | Richard Shapiro, Esther Shapiro |
| 176        | 8         | Das Geschäft seines Lebens        | Square Deal Sam               | 8. Nov. 1964         | 20. Okt. 1968                         | Murray Golden      | Jessica Benson, Murray Golden   |
| 177        | 9         | Little Joes Sieg                  | Between Heaven and Earth      | 15. Nov. 1964        | 2. Juni 1968                          | William Witney     | Ed Adamson                      |
| 178        | 10        | Ein Dickhäuter auf der Ponderosa  | Old Sheba                     | 22. Nov. 1964        | 12. Feb. 1991                         | John Florea        | Alex Sharp                      |
| 179        | 11        | Hoss unter Anklage                | A Man to Admire               | 6. Dez. 1964         | 16. Juni 1974                         | John Florea        | Mort R. Lewis                   |
| 180        | 12        | Hilfe für Harry                   | The Underdog                  | 13. Dez. 1964        | 3. Nov. 1968                          | William F. Claxton | Don Mullavy                     |
| 181        | 13        | Der Ritter ohne Furcht und Tadel  | A Knight to Remember          | 20. Dez. 1964        | 14. Apr. 1974                         | Vincent McEveety   | Robert V. Barron                |
| 182        | 14        | –                                 | The Saga of Squaw Charlie     | 27. Dez. 1964        | –                                     | William Witney     | Warren Douglas                  |
| 183        | 15        | Hoss Cartwrights schwerster Kampf | The Flapjack Contest          | 3. Jan. 1965         | 26. Mai 1968                          | William F. Claxton | Frank Cleaver                   |
| 184        | 16        | Lucinda und die Indianer          | The Far, Far Better Thing     | 10. Jan. 1965        | 25. Aug. 1968                         | Bernard McEveety   | Mort R. Lewis                   |
| 185        | 17        | Die Kratzbürste                   | Woman of Fire                 | 17. Jan. 1965        | 11. Aug. 1968                         | William F. Claxton | Suzanne Clauser                 |
| 186        | 18        | Die Tänzerin                      | The Ballerina                 | 24. Jan. 1965        | 9. Juni 1968                          | Don McDougall      | Frank Chase                     |
| 187        | 19        | Der Wolf auf dem Weideland        | The Flannel-Mouth Gun         | 31. Jan. 1965        | 12. März 1991                         | Don McDougall      | Leo Gordon, Paul Leslie Wilke   |
| 188        | 20        | Wie Hoss das Fliegen lernte       | The Ponderosa Birdman         | 7. Feb. 1965         | 27. Okt. 1968                         | Herbert L. Strock  | Blair Robertson, Hazel Swanson  |
| 189        | 21        | Wer ist Tom Burns?                | The Search                    | 14. Feb. 1965        | 26. März 1991                         | William F. Claxton | Frank Cleaver                   |
| 190        | 22        | Salto Mortale                     | The Deadliest Game            | 21. Feb. 1965        | 2. Apr. 1991                          | Gerd Oswald        | Jo Pagano                       |
| 191        | 23        | Der Doktor aus London             | Once a Doctor                 | 28. Feb. 1965        | 26. Mai 1974                          | Tay Garnett        | Martha Wilkerson                |
| 192        | 24        | Schulmeister Adam                 | Right Is the Fourth R         | 7. März 1965         | 5. Mai 1968                           | Virgil W. Vogel    | Jerry Adelman                   |
| 193        | 25        | Kojotenjagd                       | Hound Dog                     | 21. März 1965        | 30. Apr. 1991                         | Ralph E. Black     | Alex Sharp                      |
| 194        | 26        | Tödlicher Irrtum                  | The Trap                      | 28. März 1965        | 9. Apr. 1991                          | William Witney     | Ken Pettus                      |
| 195        | 27        | Unvergessene Lieder               | Dead and Gone                 | 4. Apr. 1965         | 16. Apr. 1991                         | Robert Totten      | Paul Schneider                  |
| 196        | 28        | Angenehme Ruhe                    | A Good Night's Rest           | 11. Apr. 1965        | 15. Dez. 1968                         | William F. Claxton | Frank Cleaver, Jeffrey Fleece   |
| 197        | 29        | Der reichste Mann der Welt        | To Own the World              | 18. Apr. 1965        | 23. Apr. 1991                         | Virgil W. Vogel    | Ed Adamson                      |
| 198        | 30        | Lothario Larkin                   | Lothario Larkin               | 25. Apr. 1965        | 4. Aug. 1968                          | William Witney     | Warren Douglas                  |
| 199        | 31        | Die Rückkehr                      | The Return                    | 2. Mai 1965          | 22. Mai 1977                          | Virgil W. Vogel    | Ken Pettus, Frank Chase         |
| 200        | 32        | Dreimal schwarzer Kater           | Jonah                         | 9. Mai 1965          | 12. Mai 1968                          | William F. Claxton | Preston Wood                    |
| 201        | 33        | Die Welt der Musik                | The Spotlight                 | 16. Mai 1965         | 7. Mai 1991                           | Gerd Oswald        | Richard Carr                    |
| 202        | 34        | Griff zur Waffe                   | Patchwork Man                 | 23. Mai 1965         | 14. Mai 1991                          | Ralph E. Black     | Don Tait, William Koenig        |

## Staffel 7
Die Erstausstrahlung der siebten Staffel war vom 12. September 1965 bis zum 15. Mai 1966 auf dem US-amerikanischen Sender NBC zu sehen.
| Nr. (ges.) | Nr. (St.) | Deutscher Titel                 | Originaltitel               | Erstausstrahlung USA | Deutschsprachige Erstausstrahlung (D) | Regie              | Drehbuch                                       |
| ---------- | --------- | ------------------------------- | --------------------------- | -------------------- | ------------------------------------- | ------------------ | ---------------------------------------------- |
| 203        | 1         | Für die Sünden des Vaters       | The Debt                    | 12. Sep. 1965        | 28. Mai 1991                          | William F. Claxton | William Blinn                                  |
| 204        | 2         | Euer Ehren Ben Cartwright       | The Dilemma                 | 19. Sep. 1965        | 11. Juni 1991                         | William F. Claxton | Ward Hawkins, John Hawkins                     |
| 205        | 3         | Die Messingschatulle            | The Brass Box               | 26. Sep. 1965        | 14. Juli 1977                         | William F. Claxton | Paul Schneider                                 |
| 206        | 4         | Gefährliche Fracht              | The Other Son               | 3. Okt. 1965         | 28. Juli 1974                         | William F. Claxton | Thomas Thompson                                |
| 207        | 5         | Der Pferdenarr                  | The Lonely Runner           | 10. Okt. 1965        | 21. Juli 1974                         | William Witney     | Thomas Thompson                                |
| 208        | 6         | Die Ketzerin                    | Devil on Her Shoulder       | 17. Okt. 1965        | 4. Juni 1991                          | Virgil W. Vogel    | Suzanne Clauser                                |
| 209        | 7         | Lisas Puppe                     | Found Child                 | 24. Okt. 1965        | 18. Juni 1991                         | Ralph E. Black     | Frank Cleaver                                  |
| 210        | 8         | Sechsmal Meredith Smith         | The Meredith Smith          | 31. Okt. 1965        | 15. Sep. 1968                         | John Florea        | Lois Hire                                      |
| 211        | 9         | Das Wort des Herrn              | Mighty Is the Word          | 7. Nov. 1965         | 2. Juli 1991                          | William F. Claxton | Thomas Thompson, Robert L. Goodwin             |
| 212        | 10        | Die Hellseherin                 | The Strange One             | 14. Nov. 1965        | 21. Mai 1991                          | Gerd Oswald        | Stephen Lord, Jo Pagano                        |
| 213        | 11        | Die Schlammschlacht             | The Reluctant Rebel         | 21. Nov. 1965        | 1. Sep. 1968                          | R. G. Springsteen  | Wally George                                   |
| 214        | 12        | Geiselnahme bei Sonnenuntergang | Five Sundowns to Sunup      | 5. Dez. 1965         | 9. Juli 1991                          | Gerd Oswald        | William L. Stuart                              |
| 215        | 13        | Vom Kind zum Mann               | A Natural Wizard            | 12. Dez. 1965        | 16. Juli 1991                         | Robert Totten      | William Blinn, Suzanne Clauser                 |
| 216        | 14        | Gott lebt in den Bergen         | All Ye His Saints           | 19. Dez. 1965        | 25. Juni 1991                         | William F. Claxton | William Blinn                                  |
| 217        | 15        | Zweifel am Todesurteil          | The Dublin Lad              | 2. Jan. 1966         | 30. Juli 1991                         | William F. Claxton | Mort Thaw                                      |
| 218        | 16        | Hoss Cartwrights roter Bruder   | To Kill a Buffalo           | 9. Jan. 1966         | 9. Feb. 1969                          | William F. Claxton | Michael Fisher                                 |
| 219        | 17        | Pony-Express – Teil 1           | Ride the Wind: Part 1       | 16. Jan. 1966        | 29. Sep. 1974                         | William Witney     | Paul Schneider                                 |
| 220        | 18        | Pony-Express – Teil 2           | Ride the Wind: Part 2       | 23. Jan. 1966        | 6. Okt. 1974                          | William Witney     | Paul Schneider                                 |
| 221        | 19        | Jesse und Sonny                 | Destiny's Child             | 30. Jan. 1966        | 17. Mai 1994                          | Gerd Oswald        | Robert V. Barron                               |
| 222        | 20        | Recht und Gewalt                | Peace Officer               | 6. Feb. 1966         | 24. März 1974                         | William Witney     | Don Mullavy                                    |
| 223        | 21        | Das Duell                       | The Code                    | 13. Feb. 1966        | 13. Aug. 1991                         | William F. Claxton | Sidney Ellis                                   |
| 224        | 22        | Drei Bräute für Hoss            | Three Brides for Hoss       | 20. Feb. 1966        | 20. Aug. 1991                         | Ralph E. Black     | Jo Pagano                                      |
| 225        | 23        | Der Kaiser von Amerika          | The Emperor Norton          | 27. Feb. 1966        | 27. Aug. 1991                         | William F. Claxton | James Brintrup, Robert Sabaroff, Gert P. Young |
| 226        | 24        | Bruder und Schwester            | Her Brother's Keeper        | 6. März 1966         | 3. Sep. 1991                          | Virgil W. Vogel    | Mort Thaw, Lee Pickett                         |
| 227        | 25        | –                               | The Trouble with Jamie      | 20. März 1966        | –                                     | R. G. Springsteen  | Helen B. Hicks                                 |
| 228        | 26        | Ein neuer Start für Mr. Daniels | Shining in Spain            | 27. März 1966        | 20. Juli 1969                         | Maurice Geraghty   | Elliot Gilbert                                 |
| 229        | 27        | Der Dichter                     | The Genius                  | 3. Apr. 1966         | 10. Sep. 1991                         | R. G. Springsteen  | Don Mullavy                                    |
| 230        | 28        | –                               | The Unwritten Commandment   | 10. Apr. 1966        | –                                     | Gerd Oswald        | Jo Pagano, William Blinn, Daniel B. Ullman     |
| 231        | 29        | Signor Rossis Irrtum            | Big Shadow on the Land      | 17. Apr. 1966        | 23. Feb. 1969                         | William F. Claxton | Richard H. Bartlett, William F. Leicester      |
| 232        | 30        | Fünf zu Eins                    | The Fighters                | 24. Apr. 1966        | 24. Sep. 1991                         | R. G. Springsteen  | Robert L. Goodwin                              |
| 233        | 31        | Der Seemann                     | Home from the Sea           | 1. Mai 1966          | 17. Sep. 1991                         | Jean Yarbrough     | Stanley Adams, George F. Slavin                |
| 234        | 32        | Der letzte Auftrag              | The Last Mission            | 8. Mai 1966          | 8. Sep. 1968                          | R. G. Springsteen  | S. S. Schweitzer, William Douglas Lansford     |
| 235        | 33        | Hoss und der Revolverheld       | A Dollar's Worth of Trouble | 15. Mai 1966         | 16. März 1969                         | Donald R. Daves    | Robert L. Goodwin                              |

## Staffel 8
Die Erstausstrahlung der achten Staffel war vom 11. September 1966 bis zum 14. Mai 1967 auf dem US-amerikanischen Sender NBC zu sehen.
| Nr. (ges.) | Nr. (St.) | Deutscher Titel                     | Originaltitel                     | Erstausstrahlung USA | Deutschsprachige Erstausstrahlung (D) | Regie              | Drehbuch                           |
| ---------- | --------- | ----------------------------------- | --------------------------------- | -------------------- | ------------------------------------- | ------------------ | ---------------------------------- |
| 236        | 1         | Laurie                              | Something Hurt, Something Wild    | 11. Sep. 1966        | 1. Okt. 1991                          | William Witney     | William R. Cox                     |
| 237        | 2         | Das große Rennen                    | Horse of a Different Hue          | 18. Sep. 1966        | 16. Feb. 1969                         | William Witney     | William R. Cox                     |
| 238        | 3         | Little Joe wird gekidnapped         | A Time to Step Down               | 25. Sep. 1966        | 22. Sep. 1968                         | Paul Henreid       | Frank Chase                        |
| 239        | 4         | Die Verfolgten – Teil 1             | The Pursued: Part 1               | 2. Okt. 1966         | 15. Okt. 1991                         | William Witney     | Marc Michaels, Thomas Thompson     |
| 240        | 5         | Die Verfolgten – Teil 2             | The Pursued: Part 2               | 9. Okt. 1966         | 23. Okt. 1991                         | William Witney     | Marc Michaels, Thomas Thompson     |
| 241        | 6         | Verlorene Liebe                     | To Bloom for Thee                 | 16. Okt. 1966        | 8. Okt. 1991                          | Sutton Roley       | June Randolph                      |
| 242        | 7         | Kopfprämie für Little Joe           | Credit for a Kill                 | 23. Okt. 1966        | 2. Feb. 1969                          | William F. Claxton | Frederick Louis Fox                |
| 243        | 8         | Vier Schwestern aus Boston          | Four Sisters from Boston          | 30. Okt. 1966        | 19. Jan. 1969                         | Alan Crosland Jr.  | John M. Chester                    |
| 244        | 9         | Der alte Aufschneider               | Old Charlie                       | 6. Nov. 1966         | 6. Okt. 1968                          | William F. Claxton | Wanda Duncan, Robert Duncan        |
| 245        | 10        | Das Lied der Gerechtigkeit          | Ballad of the Ponderosa           | 13. Nov. 1966        | 29. Okt. 1991                         | William F. Claxton | Michael Landon, Hendrik Vollaerts  |
| 246        | 11        | Der Schwur                          | The Oath                          | 20. Nov. 1966        | 10. Juli 1977                         | Gerd Oswald        | Sidney Ellis                       |
| 247        | 12        | Hoss der Rächer                     | A Real Nice, Friendly Little Town | 27. Nov. 1966        | 26. Jan. 1969                         | Herman Hoffman     | Herman Hoffman                     |
| 248        | 13        | Little Joe spielt Heiratsvermittler | The Bridegroom                    | 4. Dez. 1966         | 20. Apr. 1969                         | William F. Claxton | Walter Black                       |
| 249        | 14        | Tommy                               | Tommy                             | 18. Dez. 1966        | 23. Juni 1994                         | William Witney     | Mort Thaw, Mary Terri Taylor       |
| 250        | 15        | Der Manager                         | A Christmas Story                 | 25. Dez. 1966        | 19. Nov. 1991                         | Gerd Oswald        | Thomas Thompson                    |
| 251        | 16        | Das ganz große Geschäft             | Ponderosa Explosion               | 1. Jan. 1967         | 5. Jan. 1969                          | William F. Claxton | Alex Sharp                         |
| 252        | 17        | Tod einer Verlobten                 | Justice                           | 8. Jan. 1967         | 26. Nov. 1991                         | Lewis Allen        | Richard Wendley                    |
| 253        | 18        | Eine Braut für Buford               | A Bride for Buford                | 15. Jan. 1967        | 29. Sep. 1968                         | William F. Claxton | Robert V. Barron                   |
| 254        | 19        | Der Tod kommt um Zwölf              | Black Friday                      | 22. Jan. 1967        | 10. Dez. 1991                         | William F. Claxton | John Hawkins, Herbert Kastle       |
| 255        | 20        | Stadt ohne Waffen                   | The Unseen Wound                  | 29. Jan. 1967        | 3. Dez. 1991                          | Gerd Oswald        | Frank Chase                        |
| 256        | 21        | Little Joe reist gefährlich         | Journey to Terror                 | 5. Feb. 1967         | 10. Aug. 1969                         | Lewis Allen        | Joel Murcott                       |
| 257        | 22        | Amigo                               | Amigo                             | 12. Feb. 1967        | 9. März 1969                          | William F. Claxton | Jack Turley, John Hawkins          |
| 258        | 23        | Marys Mann                          | A Woman in the House              | 19. Feb. 1967        | 17. Dez. 1991                         | Gerd Oswald        | Joel Murcott                       |
| 259        | 24        | Gerechtigkeit am Red Creek          | Judgement at Red Creek            | 26. Feb. 1967        | –                                     | William F. Claxton | Robert Sabaroff                    |
| 260        | 25        | Detektiv Joe Cartwright             | Joe Cartwright, Detective         | 5. März 1967         | 12. Jan. 1969                         | William F. Claxton | Michael Landon                     |
| 261        | 26        | Auf der Durchreise                  | Dark Enough to See the Stars      | 12. März 1967        | 31. Dez. 1991                         | Donald R. Daves    | Kelly Colvin                       |
| 262        | 27        | Wein und Wasser                     | The Deed and the Dilemma          | 26. März 1967        | 2. März 1969                          | William F. Claxton | William F. Leicester               |
| 263        | 28        | Der Prinz                           | The Prince                        | 2. Apr. 1967         | 12. Juli 1994                         | William F. Claxton | John Hawkins                       |
| 264        | 29        | Die verhängnisvolle Jagd            | A Man Without Land                | 9. Apr. 1967         | 4. Aug. 1974                          | Donald R. Daves    | Steve McNeil                       |
| 265        | 30        | Krieg der Kinder                    | Napoleon's Children               | 16. Apr. 1967        | 15. Juli 1994                         | Christian Nyby     | Judith Barrows, Robert Guy Barrows |
| 266        | 31        | Anstiftung zum Mord                 | The Wormwood Cup                  | 23. Apr. 1967        | 18. Juli 1994                         | William F. Claxton | Michael Landon, Joy Dexter         |
| 267        | 32        | Clarissa Cartwright                 | Clarissa                          | 30. Apr. 1967        | 19. Juli 1994                         | Lewis Allen        | Chester Krumholz                   |
| 268        | 33        | Maestro Hoss                        | Maestro Hoss                      | 7. Mai 1967          | 15. Juni 1969                         | William F. Claxton | U. S. Anderson                     |
| 269        | 34        | Der alte Goldgräber                 | The Greedy Ones                   | 14. Mai 1967         | 11. Aug. 1974                         | Donald R. Daves    | James Amesbury                     |

## Staffel 9
Die Erstausstrahlung der neunten Staffel war vom 17. September 1967 bis zum 28. Juli 1968 auf dem US-amerikanischen Sender NBC zu sehen.
| Nr. (ges.) | Nr. (St.) | Deutscher Titel                  | Originaltitel              | Erstausstrahlung USA | Deutschsprachige Erstausstrahlung (D) | Regie              | Drehbuch                                     |
| ---------- | --------- | -------------------------------- | -------------------------- | -------------------- | ------------------------------------- | ------------------ | -------------------------------------------- |
| 270        | 1         | Eine zweite Chance               | Second Chance              | 17. Sep. 1967        | 1. Sep. 1994                          | Leon Benson        | Paul Schneider, John Hawkins                 |
| 271        | 2         | Der neue Mann                    | Sense of Duty              | 24. Sep. 1967        | 23. März 1969                         | William Witney     | Gil Lasky, John Hawkins                      |
| 272        | 3         | Jagd nach Gold                   | The Conquistadores         | 1. Okt. 1967         | 27. Juli 1969                         | Leon Benson        | Walter Black                                 |
| 273        | 4         | Der Advokat des Teufels          | Judgment at Olympus        | 8. Okt. 1967         | 4. Aug. 1994                          | John Rich          | Walter Black                                 |
| 274        | 5         | Geiselnahme auf der Ponderosa    | Night of Reckoning         | 15. Okt. 1967        | 5. Aug. 1994                          | Leon Benson        | Walter Black                                 |
| 275        | 6         | Die falsche Zeugin               | False Witness              | 22. Okt. 1967        | 18. Aug. 1974                         | Michael D. Moore   | Eric Norden                                  |
| 276        | 7         | Der Pferdedieb                   | The Gentle Ones            | 29. Okt. 1967        | 25. Mai 1969                          | Harry Harris       | Frank Chase                                  |
| 277        | 8         | Durchbruch nach Virginia City    | Desperate Passage          | 5. Nov. 1967         | 24. Aug. 1969                         | Leon Benson        | John Hawkins                                 |
| 278        | 9         | Die Gewissensfrage               | The Sure Thing             | 12. Nov. 1967        | 4. Mai 1969                           | William Witney     | Sidney Ellis, Robert Vincent Wright          |
| 279        | 10        | Überfall auf den Dampfer         | Showdown at Tahoe          | 19. Nov. 1967        | 25. Aug. 1974                         | Gerald Mayer       | Thomas Thompson                              |
| 280        | 11        | Geschäft ist Geschäft            | Six Black Horses           | 26. Nov. 1967        | 28. Juli 1994                         | Donald R. Daves    | Michael Landon, William Jerome               |
| 281        | 12        | Das 500-Dollar Pferd             | Check Rein                 | 3. Dez. 1967         | 31. Aug. 1969                         | Leon Benson        | Olney Sherman, Robert I. Holt                |
| 282        | 13        | Der Doppelgänger                 | Justice Deferred           | 17. Dez. 1967        | 12. Aug. 1994                         | Gerald Mayer       | Jack Miller                                  |
| 283        | 14        | Der Goldfinder                   | The Gold Detector          | 24. Dez. 1967        | 11. Mai 1969                          | Donald R. Daves    | Ward Hawkins                                 |
| 284        | 15        | Lynchjustiz                      | The Trackers               | 7. Jan. 1968         | 27. Apr. 1969                         | Marc Daniels       | Reuben Bercovitch, Frederick Louis Fox       |
| 285        | 16        | Das Foto-Alibi                   | A Girl Named George        | 14. Jan. 1968        | 10. Apr. 1977                         | Leon Benson        | William H. Wright                            |
| 286        | 17        | Viehzüchter und Viehdiebe        | The Thirteenth Man         | 21. Jan. 1968        | 17. Aug. 1994                         | Leon Benson        | Walter Black                                 |
| 287        | 18        | Die Squaw                        | The Burning Sky            | 28. Jan. 1968        | 13. Apr. 1969                         | John Rich          | Carol Saraceno, William H. Wright            |
| 288        | 19        | Teures Salz                      | The Price of Salt          | 4. Feb. 1968         | 1. Sep. 1974                          | Leon Benson        | B. W. Sandefur                               |
| 289        | 20        | Achtung Ben! Lebensgefahr!       | Blood Tie                  | 18. Feb. 1968        | 1. Juni 1969                          | Seymour Robbie     | Howard Dimsdale                              |
| 290        | 21        | Johnny Mule                      | The Crime of Johnny Mule   | 25. Feb. 1968        | 19. Aug. 1994                         | Leon Benson        | Joel Murcott                                 |
| 291        | 22        | Der Mordanschlag                 | The Late Ben Cartwright    | 3. März 1968         | 22. Sep. 1974                         | Leon Benson        | Walter Black                                 |
| 292        | 23        | Feuer und Flamme                 | Star Crossed               | 10. März 1968        | 26. Aug. 1994                         | William F. Claxton | Thomas Thompson                              |
| 293        | 24        | Der Sheriff von River Bend       | Trouble Town               | 17. März 1968        | 8. Sep. 1974                          | Leon Benson        | David Lang                                   |
| 294        | 25        | Die Sache mit dem Pferdefuß      | Commitment at Angelus      | 7. Apr. 1968         | 8. Juni 1969                          | Leon Benson        | Peter Germano                                |
| 295        | 26        | Der Traum vom Glück              | A Dream to Dream           | 14. Apr. 1968        | 24. Aug. 1994                         | William F. Claxton | Michael Landon                               |
| 296        | 27        | Auf Leben und Tod                | In Defense of Honor        | 28. Apr. 1968        | 18. Mai 1969                          | Marc Daniels       | Richard Wendley, William Douglas Lansford    |
| 297        | 28        | Brot und Wasser                  | To Die in Darkness         | 5. Mai 1968          | 2. Sep. 1994                          | Michael Landon     | Michael Landon                               |
| 298        | 29        | Anklage: Mord                    | The Bottle Fighter         | 12. Mai 1968         | 30. März 1969                         | Leon Benson        | S. H. Barnett, Colin MacKenzie, John Hawkins |
| 299        | 30        | Hilfe für Eddie                  | The Arrival of Eddie       | 19. Mai 1968         | 2. Juni 1974                          | Marc Daniels       | Ward Hawkins, John M. Chester                |
| 300        | 31        | Die Festung                      | The Stronghold             | 26. Mai 1968         | 7. Sep. 1994                          | Leon Benson        | John Hawkins, William Riley Burnett          |
| 301        | 32        | Das Einmaleins der Schweinezucht | Pride of a Man             | 2. Juni 1968         | 8. Sep. 1994                          | William F. Claxton | Ward Hawkins, Helen B. Hicks                 |
| 302        | 33        | Rosalita                         | A Severe Case of Matrimony | 7. Juli 1968         | 25. Juli 1994                         | Lewis Allen        | Michael Fessier                              |
| 303        | 34        | Die Hundefänger                  | Stage Door Johnnies        | 28. Juli 1968        | 6. Apr. 1969                          | William F. Claxton | Alex Sharp                                   |

## Staffel 10
Die Erstausstrahlung der zehnten Staffel war vom 15. September 1968 bis zum 11. Mai 1969 auf dem US-amerikanischen Sender NBC zu sehen.
| Nr. (ges.) | Nr. (St.) | Deutscher Titel                    | Originaltitel                      | Erstausstrahlung USA | Deutschsprachige Erstausstrahlung (D) | Regie              | Drehbuch                                               |
| ---------- | --------- | ---------------------------------- | ---------------------------------- | -------------------- | ------------------------------------- | ------------------ | ------------------------------------------------------ |
| 304        | 1         | Der Wind in den Bäumen             | Different Pines, Same Wind         | 15. Sep. 1968        | 9. Sep. 1994                          | Leon Benson        | Suzanne Clauser                                        |
| 305        | 2         | Das Geld des Alten                 | Child                              | 22. Sep. 1968        | 12. Sep. 1994                         | Leon Benson        | Jack B. Sowards                                        |
| 306        | 3         | Candy und die Vergangenheit        | Salute to Yesterday                | 29. Sep. 1968        | 22. Juni 1969                         | Leon Benson        | John Hawkins                                           |
| 307        | 4         | Die mutigen Bürger von Muddy Creek | The Real People of Muddy Creek     | 6. Okt. 1968         | 13. Juli 1969                         | Leon Benson        | Alf Harris                                             |
| 308        | 5         | Der König von Mesa Verde           | The Passing of a King              | 13. Okt. 1968        | 26. Feb. 1997                         | Leon Benson        | B. W. Sandefur                                         |
| 309        | 6         | Die Wahl des Jahres                | The Last Vote                      | 20. Okt. 1968        | 6. Juli 1969                          | Joseph Pevney      | Robert Vincent Wright                                  |
| 310        | 7         | Abgekartetes Spiel                 | Catch as Catch Can                 | 27. Okt. 1968        | 28. Feb. 1997                         | Robert L. Friend   | David Lang                                             |
| 311        | 8         | Junge oder Mädchen?                | Little Girl Lost                   | 3. Nov. 1968         | 16. Sep. 1994                         | Don Richardson     | Michael Fessier                                        |
| 312        | 9         | Die weiße Squaw                    | The Survivors                      | 10. Nov. 1968        | 19. Sep. 1994                         | Leon Benson        | S. H. Barnett, John Hawkins, Colin MacKenzie           |
| 313        | 10        | Das ist ein freies Land            | The Sound of Drums                 | 17. Nov. 1968        | 20. Sep. 1994                         | Robert L. Friend   | William F. Leicester                                   |
| 314        | 11        | Pokerspiel mit Folgen              | Queen High                         | 24. Nov. 1968        | 29. Juni 1969                         | Leon Benson        | Michael Fessier                                        |
| 315        | 12        | Der große Traum                    | Yonder Man                         | 1. Dez. 1968         | 22. Sep. 1994                         | Leo Penn           | Milton S. Gelman                                       |
| 316        | 13        | Hop Sings große Stunde             | Mark of Guilt                      | 15. Dez. 1968        | 10. Nov. 1974                         | Leon Benson        | Ward Hawkins, Frank Telford                            |
| 317        | 14        | Das leere Grab                     | A World Full of Cannibals          | 22. Dez. 1968        | 17. Aug. 1969                         | Gunnar Hellström   | Preston Wood                                           |
| 318        | 15        | Miss Laurie                        | Sweet Annie Laurie                 | 5. Jan. 1969         | 27. Sep. 1994                         | Don Richardson     | Jess Carneol, Jackson Gillis, John Hawkins, Kay Lenard |
| 319        | 16        | Häuptling Pferdedieb               | My Friend, My Enemy                | 12. Jan. 1969        | 3. Nov. 1974                          | Leon Benson        | Stanley Roberts, Jack B. Sowards                       |
| 320        | 17        | Eine eigensinnige Frau             | Mrs. Wharton and the Lesser Breeds | 19. Jan. 1969        | 29. Sep. 1994                         | Leon Benson        | Preston Wood                                           |
| 321        | 18        | Erin                               | Erin                               | 26. Jan. 1969        | 30. Sep. 1994                         | Don Richardson     | Sandy Summerhays                                       |
| 322        | 19        | Kompanie der Vergessenen           | Company of Forgotten Men           | 2. Feb. 1969         | 3. Aug. 1969                          | Leon Benson        | Jess Carneol, Kay Lenard                               |
| 323        | 20        | Ausverkauf einer Zeitung           | The Clarion                        | 9. Feb. 1969         | 19. März 1997                         | Lewis Allen        | Frank Chase, John Hawkins                              |
| 324        | 21        | Die Jungfrau im Koffer             | The Lady and the Mountain Lion     | 23. Feb. 1969        | 20. März 1997                         | Joseph Pevney      | Larry Markes                                           |
| 325        | 22        | Die fünf Eingeschlossenen          | Five Candles                       | 2. März 1969         | 20. Okt. 1974                         | Lewis Allen        | Ken Trevey                                             |
| 326        | 23        | Johns größter Wunsch               | The Wish                           | 9. März 1969         | 27. Okt. 1974                         | Michael Landon     | Michael Landon                                         |
| 327        | 24        | Candy und der Deserteur            | The Deserter                       | 16. März 1969        | 13. Okt. 1974                         | Leon Benson        | John Dunkel, B. W. Sandefur                            |
| 328        | 25        | Emily                              | Emily                              | 23. März 1969        | 25. März 1997                         | Leon Benson        | Elliott Gilbert, Preston Wood                          |
| 329        | 26        | Der Kampf des alten Butler         | The Running Man                    | 30. März 1969        | 26. März 1997                         | Leon Benson        | Ward Hawkins, Louis Vittes                             |
| 330        | 27        | Besuch des Marshalls               | The Unwanted                       | 6. Apr. 1969         | 17. Nov. 1974                         | Herschel Daugherty | Suzanne Clauser, Thomas Thompson                       |
| 331        | 28        | Coley muß sich entscheiden         | Speak No Evil                      | 20. Apr. 1969        | 21. Nov. 1974                         | Leon Benson        | Norman Katkov, B. W. Sandefur                          |
| 332        | 29        | Der Zaun des Hasses                | The Fence                          | 27. Apr. 1969        | 3. Apr. 1997                          | Lewis Allen        | Milton S. Gelman, Alf Harris, Ward Hawkins             |
| 333        | 30        | Wüstensonne                        | A Ride in the Sun                  | 11. Mai 1969         | 4. Apr. 1997                          | Leon Benson        | Peter Germano                                          |

## Staffel 11
Die Erstausstrahlung der elften Staffel war vom 14. September 1969 bis zum 19. April 1970 auf dem US-amerikanischen Sender NBC zu sehen.
| Nr. (ges.) | Nr. (St.) | Deutscher Titel                    | Originaltitel                     | Erstausstrahlung USA | Deutschsprachige Erstausstrahlung (D) | Regie              | Drehbuch                                     |
| ---------- | --------- | ---------------------------------- | --------------------------------- | -------------------- | ------------------------------------- | ------------------ | -------------------------------------------- |
| 334        | 1         | Die Windmühlen des Don Q.          | Another Windmill to Go            | 14. Sep. 1969        | 8. Dez. 1974                          | James B. Clark     | Palmer Thompson                              |
| 335        | 2         | Jenny                              | The Witness                       | 21. Sep. 1969        | 15. Dez. 1974                         | Don Richardson     | Joel Murcott                                 |
| 336        | 3         | Candy unter Verdacht               | The Silence at Stillwater         | 28. Sep. 1969        | 22. Dez. 1974                         | Joseph Lejtes      | Preston Wood                                 |
| 337        | 4         | Hoss als Wochenendsheriff          | A Lawman's Lot Is Not a Happy One | 5. Okt. 1969         | 29. Dez. 1974                         | Don Richardson     | Robert Vincent Wright                        |
| 338        | 5         | Ben Cartwright und die Lynchjustiz | Anatomy of a Lynching             | 12. Okt. 1969        | 5. Jan. 1975                          | William Wiard      | Preston Wood                                 |
| 339        | 6         | Dan Logan wird Weidesheriff        | To Stop a War                     | 19. Okt. 1969        | 19. Jan. 1975                         | Leon Benson        | Carey Wilber                                 |
| 340        | 7         | Ben Cartwright hat Vertrauen       | The Medal                         | 26. Okt. 1969        | 2. Feb. 1975                          | Lewis Allen        | Frank Chase                                  |
| 341        | 8         | Candy wird gejagt                  | The Stalker                       | 2. Nov. 1969         | 16. Feb. 1975                         | Robert L. Friend   | D. C. Fontana                                |
| 342        | 9         | Lauter Lumpen                      | Meena                             | 9. Nov. 1969         | 2. März 1975                          | Herschel Daugherty | Jack B. Sowards                              |
| 343        | 10        | Ein dunkler Schatten               | A Darker Shadow                   | 23. Nov. 1969        | 1. Dez. 1974                          | Don Richardson     | John Hawkins, Jonathan Knopf, B. W. Sandefur |
| 344        | 11        | Der größte Lügner aller Zeiten     | Dead Wrong                        | 7. Dez. 1969         | 21. Apr. 1997                         | Michael Landon     | Michael Landon                               |
| 345        | 12        | Ben Cartwrights alte Freunde       | Old Friends                       | 14. Dez. 1969        | 16. März 1975                         | Leon Benson        | Barney Slater                                |
| 346        | 13        | Little Joe und der Matrose         | Abner Willoughby's Return         | 21. Dez. 1969        | 13. Apr. 1975                         | Herschel Daugherty | Leslie McFarlane, Jack B. Sowards            |
| 347        | 14        | Die Welt ist klein                 | It's a Small World                | 4. Jan. 1970         | 24. Apr. 1997                         | Michael Landon     | Michael Landon                               |
| 348        | 15        | Gerechtigkeit für Gunny Riley      | Danger Road                       | 4. Jan. 1970         | 27. Apr. 1975                         | William F. Claxton | Milton S. Gelman, Brian McKay                |
| 349        | 16        | Candy, der Held des Tages          | The Big Jackpot                   | 18. Jan. 1970        | 11. Mai 1975                          | Herschel Daugherty | John Hawkins                                 |
| 350        | 17        | Immer Ärger mit Amy                | The Trouble with Amy              | 25. Jan. 1970        | 25. Mai 1975                          | Leon Benson        | John Hawkins, Jack Miller                    |
| 351        | 18        | Chris Keller, das Greenhorn        | The Lady and the Mark             | 1. Feb. 1970         | 8. Juni 1975                          | Leon Benson        | Preston Wood                                 |
| 352        | 19        | Die entlaufene Braut               | Is There Any Man Here?            | 8. Feb. 1970         | 30. März 1997                         | Don Richardson     | B. W. Sandefur                               |
| 353        | 20        | Ist Billy Burgess schuldig?        | The Law and Billy Burgess         | 15. Feb. 1970        | 22. Juni 1975                         | William F. Claxton | Stanley Roberts                              |
| 354        | 21        | Der lange Weg nach Ogden           | Long Way to Ogden                 | 22. Feb. 1970        | 6. Juli 1975                          | Lewis Allen        | Joel Murcott                                 |
| 355        | 22        | Mord auf der Bühne                 | Return Engagement                 | 1. März 1970         | 20. Juli 1975                         | Don Richardson     | Stanley Roberts                              |
| 356        | 23        | Der Junge aus Mexiko               | The Gold Mine                     | 8. März 1970         | 3. Aug. 1975                          | Leon Benson        | Robert Buckner, Preston Wood                 |
| 357        | 24        | Entscheidung in Los Robles         | Decision at Los Robles            | 15. März 1970        | 17. Aug. 1975                         | Michael Landon     | Michael Landon                               |
| 358        | 25        | Vorsicht! Osterhase!               | Caution, Easter Bunny Crossing    | 29. März 1970        | 30. März 1975                         | Bruce Bilson       | Larry Markes                                 |
| 359        | 26        | Der Pferdehandel                   | The Horse Traders                 | 5. Apr. 1970         | 31. Aug. 1975                         | Herschel Daugherty | Jack B. Sowards                              |
| 360        | 27        | Hoss und die Bankräuber            | What Are Pardners For?            | 12. Apr. 1970        | 14. Sep. 1975                         | William F. Claxton | Jack B. Sowards                              |
| 361        | 28        | Little Joes schlimmste Stunde      | A Matter of Circumstance          | 19. Apr. 1970        | 28. Sep. 1975                         | William F. Claxton | B. W. Sandefur                               |

## Staffel 12
Die Erstausstrahlung der zwölften Staffel war vom 13. September 1970 bis zum 11. April 1971 auf dem US-amerikanischen Sender NBC zu sehen.
| Nr. (ges.) | Nr. (St.) | Deutscher Titel                     | Originaltitel                 | Erstausstrahlung USA | Deutschsprachige Erstausstrahlung (D) | Regie              | Drehbuch                                     |
| ---------- | --------- | ----------------------------------- | ----------------------------- | -------------------- | ------------------------------------- | ------------------ | -------------------------------------------- |
| 362        | 1         | Brandstiftung                       | The Night Virginia City Died  | 13. Sep. 1970        | 9. Nov. 1975                          | William Wiard      | John Hawkins                                 |
| 363        | 2         | Jamie, der Sohn des Regenmachers    | A Matter of Faith             | 20. Sep. 1970        | 23. Nov. 1975                         | William Wiard      | D. C. Fontana, John Hawkins, Jack B. Sowards |
| 364        | 3         | Müde Willies                        | The Weary Willies             | 27. Sep. 1970        | 7. Dez. 1975                          | Leo Penn           | Robert Pirosh                                |
| 365        | 4         | Hoss ist 100 Dollar wert            | The Wagon                     | 4. Okt. 1970         | 21. Dez. 1975                         | James Neilson      | Ken Pettus                                   |
| 366        | 5         | Ben und Davis                       | The Power of Life and Death   | 11. Okt. 1970        | 4. Jan. 1976                          | Leo Penn           | Joel Murcott                                 |
| 367        | 6         | Joe in höchster Gefahr              | Gideon the Good               | 18. Okt. 1970        | 18. Jan. 1976                         | Herschel Daugherty | Ken Pettus                                   |
| 368        | 7         | Sheriff Hoss                        | The Trouble with Trouble      | 25. Okt. 1970        | 1. Feb. 1976                          | Herschel Daugherty | Jack B. Sowards                              |
| 369        | 8         | Ben Cartwright braucht Hilfe        | Thornton's Account            | 1. Nov. 1970         | 15. Feb. 1975                         | William F. Claxton | Preston Wood                                 |
| 370        | 9         | Vaterlos                            | The Love Child                | 8. Nov. 1970         | 28. Mai 1997                          | Michael Landon     | Michael Landon                               |
| 371        | 10        | Ben Cartwright hilft den Mexikanern | El Jefe                       | 15. Nov. 1970        | 29. Feb. 1976                         | William F. Claxton | Richard P. McDonagh, Ken Pettus              |
| 372        | 11        | Jamie und der Revolverheld          | The Luck of Pepper Shannon    | 22. Nov. 1970        | 14. März 1976                         | Nicholas Webster   | William Marks, George Schenck                |
| 373        | 12        | Hoss und Joe als Gangsterpaar       | The Impostors                 | 29. Nov. 1970        | 28. März 1976                         | Lewis Allen        | Robert Vincent Wright                        |
| 374        | 13        | John, die ehrliche Haut             | Honest John                   | 20. Dez. 1970        | 11. Apr. 1976                         | Lewis Allen        | Arthur Heinemann                             |
| 375        | 14        | Jamie steht seinen Mann             | For a Young Lady              | 27. Dez. 1970        | 25. Apr. 1976                         | Don Richardson     | B. W. Sandefur                               |
| 376        | 15        | Hündischer Gehorsam                 | A Single Pilgrim              | 3. Jan. 1971         | 6. Juni 1997                          | William Wiard      | Suzanne Clauser, Arthur Weingarten           |
| 377        | 16        | Jamie hat ein Problem               | The Gold-Plated Rifle         | 10. Jan. 1971        | 9. Mai 1976                           | Joseph Pevney      | Preston Wood                                 |
| 378        | 17        | Der Beste für den Job               | Top Hand                      | 17. Jan. 1971        | 23. Mai 1976                          | William F. Claxton | John Hawkins, Arthur Heinemann               |
| 379        | 18        | Wer ist Ben Cartwright?             | A Deck of Aces                | 31. Jan. 1971        | 6. Juni 1976                          | Lewis Allen        | Stanley Roberts                              |
| 380        | 19        | Nichts mehr zu verlieren            | The Desperado                 | 7. Feb. 1971         | 12. Juni 1997                         | Philip Leacock     | George Lovell Hayes                          |
| 381        | 20        | Das Greenhorn aus London            | The Reluctant American        | 14. Feb. 1971        | 26. Okt. 1975                         | Philip Leacock     | Stanley Roberts                              |
| 382        | 21        | Das Denkmal                         | Shadow of a Hero              | 21. Feb. 1971        | 16. Juni 1997                         | Leo Penn           | Mel Goldberg, B. W. Sandefur                 |
| 383        | 22        | Die Epidemie                        | The Silent Killer             | 28. Feb. 1971        | 20. Feb. 2006                         | Leo Penn           | Edward DeBlasio, John Hawkins                |
| 384        | 23        | Blick auf die Tribüne               | Terror at 2:00                | 7. März 1971         | 20. Juni 1997                         | Michael Landon     | Michael Landon                               |
| 385        | 24        | Mit Blindheit geschlagen            | The Stillness Within          | 14. März 1971        | 19. Juni 1997                         | Michael Landon     | Suzanne Clauser, Arthur Weingarten           |
| 386        | 25        | Der Wolf                            | A Time to Die                 | 21. März 1971        | 23. Juni 1997                         | Philip Leacock     | Don Ingalls                                  |
| 387        | 26        | Tödliche Kälte                      | Winter Kill                   | 28. März 1971        | 24. Feb. 2006                         | William Wiard      | John Hawkins, Robert Pirosh, Jack Rummler    |
| 388        | 27        | Das Sklavenlager                    | Kingdom of Fear               | 4. Apr. 1971         | 18. Juni 1997                         | Joseph Pevney      | Michael Landon                               |
| 389        | 28        | Die Wette gilt                      | An Earthquake Called Callahan | 11. Apr. 1971        | 25. Juni 1997                         | Herschel Daugherty | Preston Wood                                 |

## Staffel 13
Die Erstausstrahlung der dreizehnten Staffel war vom 19. September 1971 bis zum 2. April 1972 auf dem US-amerikanischen Sender NBC zu sehen.
| Nr. (ges.) | Nr. (St.) | Deutscher Titel                   | Originaltitel                         | Erstausstrahlung USA | Deutschsprachige Erstausstrahlung (D) | Regie               | Drehbuch                                   |
| ---------- | --------- | --------------------------------- | ------------------------------------- | -------------------- | ------------------------------------- | ------------------- | ------------------------------------------ |
| 390        | 1         | Die große Tour                    | The Grand Swing                       | 19. Sep. 1971        | 26. Juni 1997                         | William F. Claxton  | John Hawkins, Ward Hawkins, William Koenig |
| 391        | 2         | Hoss und Petey                    | Fallen Woman                          | 26. Sep. 1971        | 27. Juni 1997                         | Lewis Allen         | Ward Hawkins                               |
| 392        | 3         | Joe in Lebensgefahr               | Bushwacked                            | 3. Okt. 1971         | 24. Apr. 1977                         | William Wiard       | Preston Wood                               |
| 393        | 4         | Die Qual der Wahl                 | Rock-A-Bye Hoss                       | 10. Okt. 1971        | 1. Juli 1997                          | Herschel Daugherty  | Preston Wood, Robert Vincent Wright        |
| 394        | 5         | Little Joe und der Gefangene      | The Prisoners                         | 10. Okt. 1971        | 4. Juni 1976                          | William F. Claxton  | Arthur Heinemann                           |
| 395        | 6         | Cassandra, genannt Cassie         | Cassie                                | 24. Okt. 1971        | 18. Juli 1976                         | Herschel Daugherty  | True Boardman                              |
| 396        | 7         | Weine nicht, mein Sohn            | Don't Cry, My Son                     | 31. Okt. 1971        | 4. Juli 1997                          | Michael Landon      | Michael Landon                             |
| 397        | 8         | Der verschwundene Tote            | Face of Fear                          | 14. Nov. 1971        | 15. Aug. 1976                         | Chris Christenberry | Ken Pettus                                 |
| 398        | 9         | Blinde Jagd                       | Blind Hunch                           | 21. Nov. 1971        | 29. Aug. 1976                         | Lewis Allen         | John Hawkins, Robert Pirosh                |
| 399        | 10        | Eine Brücke für Miss Fairmont     | The Iron Butterfly                    | 28. Nov. 1971        | 7. Juli 1997                          | Leo Penn            | Harold Swanton                             |
| 400        | 11        | Spiel auf Zeit                    | The Rattlesnake Brigade               | 5. Dez. 1971         | 10. Juli 1997                         | William Wiard       | Gordon T. Dawson                           |
| 401        | 12        | Wie gewonnen, so zerronnen        | Easy Come, Easy Go                    | 12. Dez. 1971        | 12. Sep. 1976                         | Joseph Pevney       | Jack B. Sowards                            |
| 402        | 13        | Jamie entscheidet sich            | A Home for Jamie                      | 19. Dez. 1971        | 26. Sep. 1976                         | Leo Penn            | Jean Holloway                              |
| 403        | 14        | Der Kriegsschmuck von Red Cloud   | Warbonnet                             | 26. Dez. 1971        | 15. Juli 1997                         | Arthur H. Nadel     | Robert Biheller, Charles Goldwad           |
| 404        | 15        | Hop Sing macht Urlaub             | The Lonely Man                        | 2. Jan. 1972         | 3. Okt. 1976                          | William F. Claxton  | John Hawkins                               |
| 405        | 16        | Wer findet Jamie?                 | Second Sight                          | 9. Jan. 1972         | 17. Okt. 1976                         | Lewis Allen         | Suzanne Clauser, Arthur Weingarten         |
| 406        | 17        | Hose, Hemd und 21 Dollar          | The Saddle Stiff                      | 16. Jan. 1972        | 31. Okt. 1976                         | William F. Claxton  | Samuel A. Peeples, John Hawkins            |
| 407        | 18        | Böse Geister                      | Frenzy                                | 30. Jan. 1972        | 23. Juli 1997                         | Lewis Allen         | Karl Tunberg, Preston Wood                 |
| 408        | 19        | Merkwürdige Sitten in Agua Santos | The Customs of the Country            | 6. Feb. 1972         | 14. Nov. 1976                         | Joseph Pevney       | Joseph Bonaduce                            |
| 409        | 20        | Der Krieg geht weiter             | Shanklin                              | 13. Feb. 1972        | 21. Juli 1997                         | Leo Penn            | William Kelley                             |
| 410        | 21        | Vergessene Zeit                   | Search in Limbo                       | 20. Feb. 1972        | 24. Juli 1997                         | Leo Penn            | Don Ingalls                                |
| 411        | 22        | Jonahs kurzes Leben               | He Was Only Seven                     | 5. März 1972         | 25. Juli 1997                         | Michael Landon      | Michael Landon                             |
| 412        | 23        | Hoss und die Younger Bande        | The Younger Brothers' Younger Brother | 12. März 1972        | 20. Juni 1976                         | Michael Landon      | Michael Landon                             |
| 413        | 24        | Die Ransom-Bande                  | A Place to Hide                       | 19. März 1972        | 29. Juli 1997                         | Herschel Daugherty  | William D. Gordon, Ward Hawkins            |
| 414        | 25        | Der Schatz im Saloon              | A Visit to Upright                    | 26. März 1972        | 30. Juli 1997                         | William Wiard       | Joseph Bonaduce                            |
| 415        | 26        | Der doppelte Ben Cartwright       | One Ace Too Many                      | 2. Apr. 1972         | 31. Juli 1997                         | Lewis Allen         | Stanley Roberts                            |

## Staffel 14
Die Erstausstrahlung der vierzehnten Staffel war vom 12. September 1972 bis zum 16. Januar 1973 auf dem US-amerikanischen Sender NBC zu sehen.
| Nr. (ges.) | Nr. (St.) | Deutscher Titel                    | Originaltitel                  | Erstausstrahlung USA | Deutschsprachige Erstausstrahlung (D) | Regie              | Drehbuch                                        |
| ---------- | --------- | ---------------------------------- | ------------------------------ | -------------------- | ------------------------------------- | ------------------ | ----------------------------------------------- |
| 416        | 1         | Ein Bund fürs Leben – Teil 1       | Forever                        | 12. Sep. 1972        | 5. Aug. 1997                          | Michael Landon     | Michael Landon                                  |
| 417        | 2         | Ein Bund fürs Leben – Teil 2       | Forever                        | 12. Sep. 1972        | 6. Aug. 1997                          | Michael Landon     | Michael Landon                                  |
| 418        | 3         | John Dundee, der wilde Stier       | Heritage of Anger              | 19. Sep. 1972        | 2. Jan. 1977                          | Nicholas Webster   | Don Ingalls                                     |
| 419        | 4         | Geheimbund eiserne Reiter          | The Initiation                 | 26. Sep. 1972        | 28. Nov. 1976                         | Alf Kjellin        | Douglas Day Stewart                             |
| 420        | 5         | Revolte im Gefängnis               | Riot!                          | 3. Okt. 1972         | 8. Aug. 1997                          | Lewis Allen        | John Hawkins, Robert Pirosh                     |
| 421        | 6         | Ein neuer Mann auf der Ponderosa   | New Man                        | 10. Okt. 1972        | 12. Dez. 1976                         | Leo Penn           | Jack B. Sowards                                 |
| 422        | 7         | Der Zeuge aus Rio Lobo             | Ambush at Rio Lobo             | 24. Okt. 1972        | 12. Aug. 1997                         | Nicholas Colasanto | Joel Murcott                                    |
| 423        | 8         | Mark Twain in Virginia City        | The 26th Grave                 | 31. Okt. 1972        | 30. Jan. 1977                         | Nicholas Colasanto | Stanley Roberts                                 |
| 424        | 9         | Joe Cartwrights Hengst             | Stallion                       | 14. Nov. 1972        | 13. Feb. 1977                         | E. W. Swackhamer   | Juanita Bartlett, Jack B. Sowards, Mort Zarcoff |
| 425        | 10        | Die Geschichte eines Arztes        | The Hidden Enemy               | 28. Nov. 1972        | 16. Jan. 1977                         | Alf Kjellin        | Stanley Roberts                                 |
| 426        | 11        | Zwei Brüder                        | The Sound of Sadness           | 5. Dez. 1972         | 14. Aug. 1997                         | Michael Landon     | Michael Landon                                  |
| 427        | 12        | Ein Hund für Jamie                 | The Bucket Dog                 | 19. Dez. 1972        | 12. Juni 1977                         | William F. Claxton | John Hawkins                                    |
| 428        | 13        | Ritter Jamie                       | First Love                     | 26. Dez. 1972        | 27. Feb. 1977                         | Leo Penn           | Richard Collins                                 |
| 429        | 14        | David und Goliath im Wilden Westen | The Witness                    | 2. Jan. 1973         | 13. März 1977                         | Lewis Allen        | Arthur Heinemann, Joel Murcott                  |
| 430        | 15        | Eine Dame namens Duffy             | The Marriage of Theodora Duffy | 9. Jan. 1973         | 27. März 1977                         | William F. Claxton | Ward Hawkins                                    |
| 431        | 16        | Der Jäger                          | The Hunter                     | 16. Jan. 1973        | 20. Aug. 1997                         | Michael Landon     | Michael Landon                                  |